# STEP-Analyse
Die STEP-Analyse (auch bekannt als PEST-Analyse) ist ein englisches Akronym für Sociological, Technological, Economic and Political Change (zu Deutsch: sozio-kulturell, technisch, ökonomisch, politisch).
Die STEP-Analyse ist ein Modell der externen Umweltanalyse, also der Makroökonomie. Die STEP-Analyse listet die Faktoren der einzelnen Kategorien auf, die einen Einfluss auf die untersuchte Einheit haben können. Oftmals wird sie von Unternehmen eingesetzt, um einen Markt und die Marktchancen zu untersuchen.

## Beurteilungsfaktoren
Soziokulturelle Faktoren sind Werte, Lebensstil, demografische Einflüsse, Einkommensverteilung, Bildung, Bevölkerungswachstum, Sicherheit.
Technologische Faktoren umfassen Forschung, neue Produkte und Prozesse, Produktlebenszyklen, staatliche Forschungsausgaben.
Ökonomische Faktoren sind Wirtschaftswachstum, Inflation, Zinsen, Wechselkurse, Besteuerung, Arbeitslosigkeit, Konjunkturzyklen, Verfügbarkeit von Ressourcen.
Politische Faktoren beinhalten Wettbewerbsaufsicht, Gesetzgebung, politische Stabilität, Steuerrichtlinien, Handelshemmnisse, Sicherheitsvorgaben und Subventionen.
Zwischen den einzelnen Faktoren gibt es wechselseitige Abhängigkeiten, das heißt, dass eine Änderung in einem Gebiet auch zu Veränderungen in anderen Bereichen führen kann. So können bspw. technologische Veränderungen ökonomische Folgen haben oder politische Entscheidungen die ökonomische Entwicklung beeinflussen. Für jede der vier oben genannten Einflussfaktoren sollten bei der STEP (PEST)-Analyse die folgenden Fragen gestellt werden um die Veränderungen und die treibenden Kräfte zu identifizieren, die die Veränderung herbeiführen:
- Welche zukünftigen Trends könnten das Nachfrage- und Marktverhalten unserer Lieferanten/unserer Wettbewerber verändern?
- Wann wird hierfür der Zeitpunkt sein?

## Erweiterungen
Je nach Branche kann es sinnvoll sein, die Faktoren zu erweitern oder weiter aufzuteilen.

### STEEP
STEEP (oder auch PESTE) ist die Erweiterung der STEP-Faktoren um den Faktor environment (zu Deutsch: ökologisch). Es handelt sich dabei um Werte wie Müllentsorgung, Emissionsregelungen oder die Beseitigung von Altlasten oder auch Auswirkungen des Ozonlochs und der Globalen Erwärmung.

### PESTLE
Bei der PESTLE (auch PESTEL oder LEPEST genannt) fügt man zu der STEEP den Faktor Legal hinzu, der sich besonders auf rechtliche Aspekte konzentriert. Diese werden normalerweise in den politischen Faktoren integriert, können aber auch zur besseren Untergliederung als extra Faktor aufgeführt werden. Es handelt sich somit um Faktoren der Gesetzgebung, Steuerrichtlinien, Wettbewerbsregelungen sowie weiterer juristischer Einflussgrößen. Im Gegenzug konzentriert sich die politische Analyse stärker auf Stabilität, Regierungsorganisation, außenpolitische Beziehungen. Das zweite "E" steht für Environment oder auch für Ecological, mit dem man weitere Aspekte wie z. B. Emissionshandel, Umweltbelastung und Klimaschutz mitberücksichtigt.

## Verwendung
Die STEP-Analyse sollte nicht nur statisch durchgeführt werden, sondern sollte über einen zeitlichen Raum vollzogen werden, um Änderungen und Entwicklungen zu erkennen.
Die Analyse wird von Unternehmen durchgeführt, die in einen neuen Markt, beispielsweise ein neues Land, expandieren wollen. Um einschätzen zu können, welche Risiken, aber auch welche Chancen bestehen, kann die STEP eine gute Hilfe sein. Die Ergebnisse werden dementsprechend für die externe Analyse der SWOT-Analyse verwendet.
Die Kriterien der ISO 9001 fordern seit Revision 2015 im Abschnitt "4.1 Verstehen der Organisation und ihres Kontextes" eine STEP-Analyse. 